# Paul Thierrin
Paul Thierrin (* 4. November 1923 in Surpierre, Kanton Freiburg; † 19. Dezember 1993 in Biel/Bienne) war ein Schweizer Schriftsteller und Verleger. Thierrin verfasste zunächst Lehrbücher zur Korrespondenz. 1951 gründete er den Panorama Verlag in Biel, wo er nebst seinen eigenen Büchern auch Werke von Blaise Cendrars oder Léon Savary verlegte.

## Auszeichnungen
- 1979: Prix Henry-Jousselin der Académie française für Les Limonaires

## Werke

### Korrespondenz
- Toute la correspondance, Paris 1953
- Ma correspondance privée, Biel 1959
- Vente par correspondance et publicité, Biel 1960
- Vous avez la parole (mit Jean Humbert), Biel 1963
- Secrétariat municipal et correspondance officielle (mit René Küng), Biel 1965
- Pour faciliter votre correspondance. Toute la correspondance pour toutes les professions, Montreal 1978
- Post-scriptum (mit Jean Humbert), Biel 1992

### Belletristik
- Femmes, rêveries, ennuis, Genf 1947
- Chemins. Poèmes, Monaco 1949
- Sexocardiopsychoencéphalocardiogramme, Biel 1974
- Mégots, Paris 1975
- Lieben Sie Biel ? / Aimez-vous Bienne ? (mit Peter Ritter). Panorama, Biel 1976
- La Femme et l’enfant. Contes et fables, Biel 1976
- Les Limonaires, Biel 1978
- Buffet froid, Paris 1979
- La Fugue, Pruntrut 1981
- Le Maquis, Biel 1982
- L’Homme quelconque, Biel 1984
- Un Homme, Paris 1984
- Arlequins, Biel 1985
- Ça... Contes et fables, Biel 1987
- Trois Lignes. Constats et aphorismes, Biel 1989
- Roses acides. Poèmes et aphorismes, Saint-Imier 1995 (postum)